# Eryl Smith
Eryl Smith, geb. Eryl Glynne (* ca. 1893 in Glyndyl bei Bangor, Wales, Vereinigtes Königreich; † 25. Januar 1930 in White City, London, Vereinigtes Königreich), war eine britische Ärztin, Botanikerin und Pflanzensammlerin.

## Leben
Eryl Glynne wuchs in Glyndyl bei Bangor in der Region Nordwales auf. Ihre Schwester war die Phytopathologin und Bergsteigerin Mary Dilys Glynne. Eryl begann ein Studium der Medizin an der Bangor University, das sie an der London School of Medicine for Women und am Royal Free Hospital in London fortführte und 1918 mit als Bachelor of Medicine, vergleichbar mit einem Doktortitel, und einem Bachelor of Science der University of London abschloss. Es folgten Anstellungen als Ärztin in Großbritannien und Übersee.
Nach ihrer Heirat mit Malcolm Arthur Smith, einem Arzt an der britischen Botschaft in Bangkok, zog sie mit ihm 1921 nach Siam, wo sie sich für die Botanik und das Sammeln von Pflanzen zu interessieren begann. Von 1921 bis 1925 sammelte sie in Südostasien für das Herbarium des British Museum.
Alleine im Jahr 1922 sammelte sie während ihrer Reisen auf der Malaiischen Halbinsel mehr als 2000 Exemplare. Es folgten Reisen nach Hainan (1923), Kambodscha (1925), Sulawesi und Timor (1925).
Nach ihrer Rückkehr nach England arbeitete sie an den Royal Botanic Gardens in Kew, wo sie sich mit den Farnen der Malaiischen Halbinsel beschäftigte. Eine Monographie über die Farne Siams konnte Smith nicht mehr beenden. Sie starb im Januar 1930 in London an den Folgen eines Verkehrsunfalls.
Ein Teil ihrer wissenschaftlichen Korrespondenz und ihrer Aufzeichnungen befindet sich im Archiv der Royal Botanic Gardens in Kew. Dort sind sie im Bestand der persönlichen Dokumente von Arthur Francis George Kerr abgelegt. Eine Notiz eines Mitarbeiters vom Juli 1930 nennt eine Zahl von 4134 Herbarexemplaren, die Smith an die Royal Botanic Gardens gespendet habe. Die Sammlungsexemplare, überwiegend aus Siam, wurden nach Smith’ Tod von ihrem Ehemann der Institution übergeben.

## Nach Smith benannte Pflanzenarten

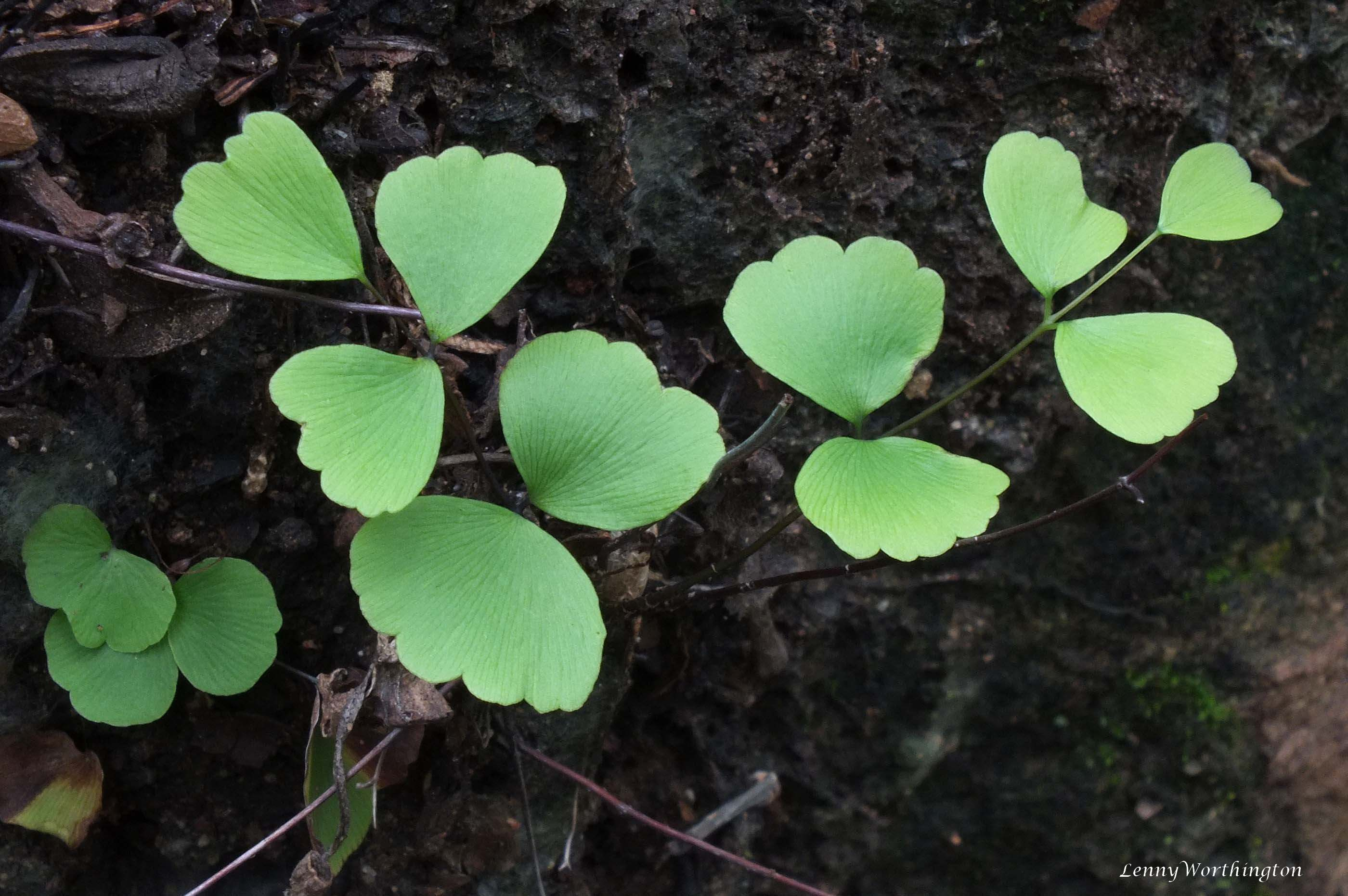
Adiantum erylliae Tardieu & C.Chr.

- die Begonie Begonia smithiae E.T.Geddes[6]
- der Frauenhaarfarn Adiantum erylliae Tardieu & C.Chr.[4]
- die Lobelie Lobelia eryliae C.E.C.Fisch.[2]
- das Annonengewächs Miliusa smithiae Craib (ein Synonym von Miliusa eupoda (Miq.) I.M.Turner)[6]
- das Veilchengewächs Rinorea smithiae Craib (ein Synonym von Rinorea macrophylla (Decne.) Kuntze)[6]

## Veröffentlichung
- Eryl Smith: On a Collection of Ferns from Kaw Tao, Surat. In: The Journal of the Siam Society. Natural History Supplement. 1929, Band VIII, Nr. 1, S. 1–9, Online[7]